# Lányok Derryből
A Lányok Derryből (eredeti cím: Derry Girls) brit sitcom, melynek megalkotója és forgatókönyvírója Lisa McGee. 2018. január 4-én mutatták be a Channel 4-on. Az 1990-es években, az Észak-írországi konfliktus (a Bajok) utolsó éveiben játszódik Derryben. A sorozatot McGee szintén Derryben töltött fiatalkora ihlette. A főszereplőket Saoirse-Monica Jackson, Louisa Harland, Nicola Coughlan, Jamie-Lee O'Donnell és Dylan Llewellyn alakítják. A sorozat öt Derryben élő tinédzserről szól, akik a fiktív Our Lady Immaculate katolikus iskolába járnak; az iskola a valóságban létező Thornhill College megfelelője, ahova McGee járt. A sorozatot a brit Hat Trick Productions cég gyártotta, a forgatás Észak-Írországban zajlott: a legtöbb jelenetet Derryben, néhányat pedig Belfastban forgattak.
Bár a Derry Girls cselekménye kitalált, a sorozat több ponton megjeleníti a Bajok és az északír békefolyamat valós eseményeit, például az IRA 1994-es tűzszüneti bejelentését, Bill Clinton elnök és Hillary Clinton First Lady 1995-ös észak-írországi látogatását, vagy az 1998-as nagypénteki népszavazást. A történelmi eseményekben kulcsfontosságú szerepet játszó politikusok – többek között Ian Paisley, Gerry Adams, Martin McGuinness, John Hume és Mo Mowlam – is megjelennek, általában korabeli tévéadásokon keresztül. A filmzene a 90-es évek népszerű zenéiből áll (Ace of Base, Blur, Cypress Hill, Salt-N-Pepa, Corrs, Cranberries).
Az első évadot 2018 januárjában és februárjában mutatták be a Channel 4-on. Észak-Írországban 2002 óta a legnézettebb műsor lett (az erre vonatkozó adatok felvétele 2002-ben kezdődött). Nem sokkal a pilot epizód adása után eldőlt, hogy a sorozat kap egy második évadot is: ezt 2019 márciusában és áprilisában mutatták be. A harmadik és egyben utolsó évad 1996-ban és 1997-ben játszódik. Az évadot 2020-ra rendelték be, de a forgatás a Covid19-pandémia miatt elhúzódott: végül 2022 áprilisában mutatták be. Az utolsó, rendhagyó epizód a többihez képest közel kétszer olyan hosszú (45 perces), és az 1998-as  nagypénteki megállapodás aláírásakor játszódik; 2022. május 18-án került adásba.
A Derry Girls ihletésére derryi Orchard Street 18. szám alatt található Badgers bár és étterem oldalára falfestményt készítettek: ez utóbb népszerű turisztikai látványossággá vált.

## Cselekmény
A sorozat főszereplői Erin Quinn (Saoirse-Monica Jackson), unokatestvére, Orla (Louisa Harland), valamint barátaik, Clare (Nicola Coughlan), Michelle ( Jamie-Lee O'Donnell), és Michelle angol unokatestvére, James ( Dylan Llewellyn). Mind az öten tinédzser éveiket élik a Bajok idején Derryben, és ugyanabba a katolikus leányiskolába járnak. A sorozatban rendre abszurd és komikus helyzetek kerülnek, nem függetlenül a kor politikai nyugtalanságától és kulturális megosztottságától.

## Gyártás
A forgatás Észak-Írországban zajlott, a legtöbb jelenetet Derryben és Belfastban forgatták.
A második évad gyártása 2018. október 8-án kezdődött. 2019. április 9-én, közvetlenül a második sorozat fináléjának bemutatása után a Channel 4 megerősítette, hogy lesz egy harmadik évad is. A harmadik évad gyártását 2020 tavaszán kellett volna elkezdeni, de a Covid19 miatti lezárások miatt ezt felfüggesztették. 2021. július 21-én Nicola Coughlan megerősítette, hogy a harmadik sorozat forgatása 2021 végén kezdődik, a premier pedig 2022 elején lesz. 2021. szeptember 23-án a sorozat alkotója és írója, Lisa McGee közölte, hogy a harmadik évad lesz az utolsó, és kijelentette: „mindig is az volt a terv, hogy három évad után elbúcsúzunk.” 2021. december 21-én McGee és Coughlan a közösségi médiában bejelentették, hogy az utolsó évad forgatása befejeződött.

## Terjesztés
Az első évadot az Egyesült Királyságban a Channel 4-on adták csütörtökön este 22:00-kor, míg a második évad kedd este 21:15-kor került adásba. Az Egyesült Királyságban a teljes sorozat streamelhető az All 4 platformon. A sorozatot nemzetközi szinten a Netflix vette át.

## Fordítás
- Ez a szócikk részben vagy egészben  a   Derry Girls című angol Wikipédia-szócikk ezen változatának fordításán alapul.  Az eredeti cikk szerkesztőit annak laptörténete sorolja fel. Ez a jelzés csupán a megfogalmazás eredetét és a szerzői jogokat jelzi, nem szolgál a cikkben szereplő információk forrásmegjelöléseként.